# Гвильдис, Дарюс
Дарюс Гвильдис (лит. Darius Gvildys; род. 26 декабря 1970, Каунас) — литовский футболист, бывший игрок сборной Литвы. Впоследствии тренер.

## Карьера

### Клубная
Профессиональную карьеру начал в 1990 году в первом чемпионате Литвы, выступая за клуб «Ширвинта». Далее играл за «Вильямполе» и «Вилию». С 1991 по 1998 годы играл за «Каунас». В 1999 году по приглашению Валерия Овчинникова перебрался в нижегородский «Локомотив». За клуб в чемпионате России дебютировал 3 апреля того же года в домашнем матче против «Сатурна». Следующий сезон провёл в тульском «Арсенале». В марте 2001 года вернулся в «Каунас». В 2004 году играл за латвийский «Металлург» Лиепая. Завершал профессиональную карьеру в клубе «Судува».

### В сборной
В составе сборной Литвы по футболу в период с 1996 по 1999 годы провёл 11 матчей и забил 2 гола.

### Тренерская
С 2010 по 2011 годы был главным тренером «Каунаса». В 2012 году входил в тренерский штаб «Таураса». С 2012 по 2014 годы руководил клубом «Судува», далее тренировал «Стумбрас». С 2016 года работал главным тренером «Дайнавы». В 2018 году возглавил «Ионаву», сменив на посту наставника португальца Фелипе Рибейру. Однако спасти клуб от вылета из А Лиги он не смог.

## Личная жизнь
Сын Каролис (р. 1994) также футболист.